# 韓宜可
韓宜可，字伯時，浙江山陰（今紹興）人。明朝政治人物。
元至正年间，御史台职务不赴。洪武初年，被举荐为山陰教諭，后转为楚府錄事。之后升为监察御史，曾因弹劾胡惟庸、陳寧、塗節而被下锦衣狱，后被释放。洪武九年，担任陝西按察司僉事；之后入朝，随即罢免。之后再次启用，祭祀鐘山、大江文等，后出諭日本、征诏烏蠻，后出任山西右布政使。明惠帝即位后，任命其为雲南參政，后入朝为右副都御史，死于任上。